# 矛部
矛部（）は漢字を部首により分類したグループの一つ。
康熙字典214部首では110番目に置かれる（5画の16番目、午集の16番目）。

## 概要
矛部には「矛」を筆画の一部として持つ漢字を分類している。
単独の「矛」字は武器の一種である矛を意味し、その形に象る。「矛」は意符としては矛に関する文字に含まれる。

## 部首の通称
- 日本：ほこ・ほこへん・むのほこ
- 韓国：창모부（chang mo bu、槍の矛部）
- 英米：Radical spear

## 部首字
矛
- 中古音
  - 広韻 - 莫浮切、尤韻、平声
  - 詩韻 - 尤韻、平声
  - 三十六字母 - 明母
- 現代音
  - 普通話 - ピンイン：máo 注音：ㄇㄠˊ ウェード式：mao2
  - 広東語 - Jyutping:maau4 イェール式:maau4
- 日本語 - 音：ボウ（漢音）・ム（呉音） 訓：ほこ
- 朝鮮語 - 音：모(mo) 訓：창（chang、槍）

金文
大篆
小篆

## 例字
- 矛
- 4:矜